# Ляховичский замок
Ляховичский замок (бел. Ляхавіцкі замак) — бастионный замок существовавший в XVI — первой половине XVII столетия в Ляховичах; в настоящее время — территория Беларуси
Другое название: "Ляховичская фортеция" (бел. Ляхавіцкая фартэцыя)

## Описание
Построенный в конце XVI века Яном Ходкевичем, бастионный замок располагался на возвышении на левом берегу реки Ведьмы и был со всех сторон окружён рвом, питаемым из подпёртой плотиной реки. Прямоугольный в плане замок, размером 175 х 220 метров, в каждом углу переходил в большой бастион с брустверами и бойницами для стрелков и артиллерии. Наверху каждого бастиона располагались высокие кавальеры с оборонительными парапетами, создающие второй ярус для ведения огня. Каждый бастион имел каземат для хранения боеприпасов и амуниции и соединялся подземными ходами с другими бастионами.
Деревянный мост вел через ров к воротам расположенным в первом ярусе четырёхъярусной брамы замка. На втором ярусе располагался механизм поднимающий последний пролёт моста, и бойницы для стрелков. Третий ярус брамы представлял собой боевую площадку, защищенную зубчатым бруствером, с которой простреливалась пространство перед воротами. Выше была небольшая башенка, в которой находились часы, наблюдательный пост, и «ратны звон», которым объявляли тревогу.
Внутри замка находился двухэтажный каменный дворец, одноэтажный каменный арсенал и потайной ход из замка. Валы замка и стены бастионов были выложены камнем и кирпичом. Город Ляховичи вместе с замком были обнесены деревянным парканом.
На стенах замка стояла 31, наисовременнейшая, по тем временам, пушка, большинство из которых было отлито в начале XVII века. В арсенале были две небольшие шмыговницы, 51 гаковница, мушкеты, большое количество боеприпасов и амуниции.
Ъ== История ==
В течение зимы 1595—1596 годов, Ляховичский замок выдержал несколько штурмов казаков, под предводительством С. Наливайко и М. Шаулы.
В 1648—1654 годах замок трижды выдерживал осады восставших крестьян и украинских казаков.
В 1655 году во время
русско-польской войны войска А. Н. Трубецкого подошли к городу, сожгли посады и слободы, но замок взять не смогли.
Известна в истории осада замка в 1660 году, когда замок выдержал два штурма московских войск под предводительством И. А. Хованского. После поражения войск Хованского в битве под Полонкой, осада была снята.
В 1706 году, во время Северной войны, русские войска несколько месяцев обороняли замок от шведов под предводительством полковника Траутфеттера. В конце почти полугодовой осады, казачий гарнизон вынужден был сдать замок, после чего шведы разрушили его стены.
В 1709 году замок дважды был осаждаем войсками польского короля Станислава Лещинского. К городу подошёл отряд Григория Огинского, вместе с 2000-ным отрядом войск Петра I, но после короткого боя с войсками А. Сапеги был вынужден отступить.
После второго раздела Речи Посполитой замок достался Российской империи в полуразрушенном состоянии и, в дальнейшем, постепенно разрушался.

## Современное состояние
До наших дней 
Ляховичский замок не сохранился. Археологические исследования на его месте проводил М. М. Чернявский в 1986 году.